# Michnewo
Michnewo (bułg. Михнево) – wieś w Bułgarii, w obwodzie Błagojewgrad, w gminie Petricz. Według danych szacunkowych Ujednoliconego Systemu Ewidencji Ludności oraz Usług Administracyjnych dla Ludności, 15 czerwca 2020 roku miejscowość liczyła 973 mieszkańców.

## Historia
Wioska w 1570 roku została wymieniona w osmańskim defterze pod nazwą Michnowo. Według niego w wiosce mieszkało 14 muzułmanów, a znajdowało się 50 chrześcijańskich gospodarstw domowych.

## Osoby związane z miejscowością

### Urodzeni
- Toni Tasew (1994) – bułgarski piłkarz